# Platythelys sagraeana
Platythelys sagraeana är en orkidéart som först beskrevs av Achille Richard, och fick sitt nu gällande namn av Leslie Andrew Garay. Platythelys sagraeana ingår i släktet Platythelys och familjen orkidéer. Inga underarter finns listade i Catalogue of Life.